# Cmentarz wojenny nr 73 – Szymbark
Cmentarz wojenny nr 73 – Szymbark – cmentarz z I wojny światowej, zaprojektowany przez Hansa Mayra, położony na terenie wsi Szymbark w gminie Gorlice w powiecie gorlickim w województwie małopolskim. Jeden z ponad 400 zachodniogalicyjskich cmentarzy wojennych zbudowanych przez Oddział Grobów Wojennych C. i K. Komendantury Wojskowej w Krakowie. Należy do III Okręgu Cmentarnego Gorlice.

## Opis
Cmentarz znajduje Szymbarku-Łęgach w odległości około 200 m na północ od drogi krajowej nr 28 Gorlice – Grybów, na działce ewidencyjnej nr 229. 
Cmentarz ma kształt zbliżony do kwadratu, o powierzchni ogrodzonej około 420 m². Cmentarz ogrodzony pełnym murem betonowym z trzech stron a z czwartej metalowe przęsła rozpięte na kamiennych słupkach. Przy zachodnim murze wysoki drewniany krzyż centralny z półkolistym blaszanym nakryciem. Groby ziemne w układzie rzędowym. Nagrobki: na betonowych cokolikach żeliwne krzyże z okrągłymi tabliczkami na skrzyżowaniu ramion oraz krzyże z datą 1915.
Na cmentarzu pochowano 37 żołnierzy w 33 pojedynczych grobach i 2 mogiłach zbiorowych:
- 16 żołnierzy austro-węgierskich
- 21 żołnierzy niemieckich

poległych w 1915.

## Galeria

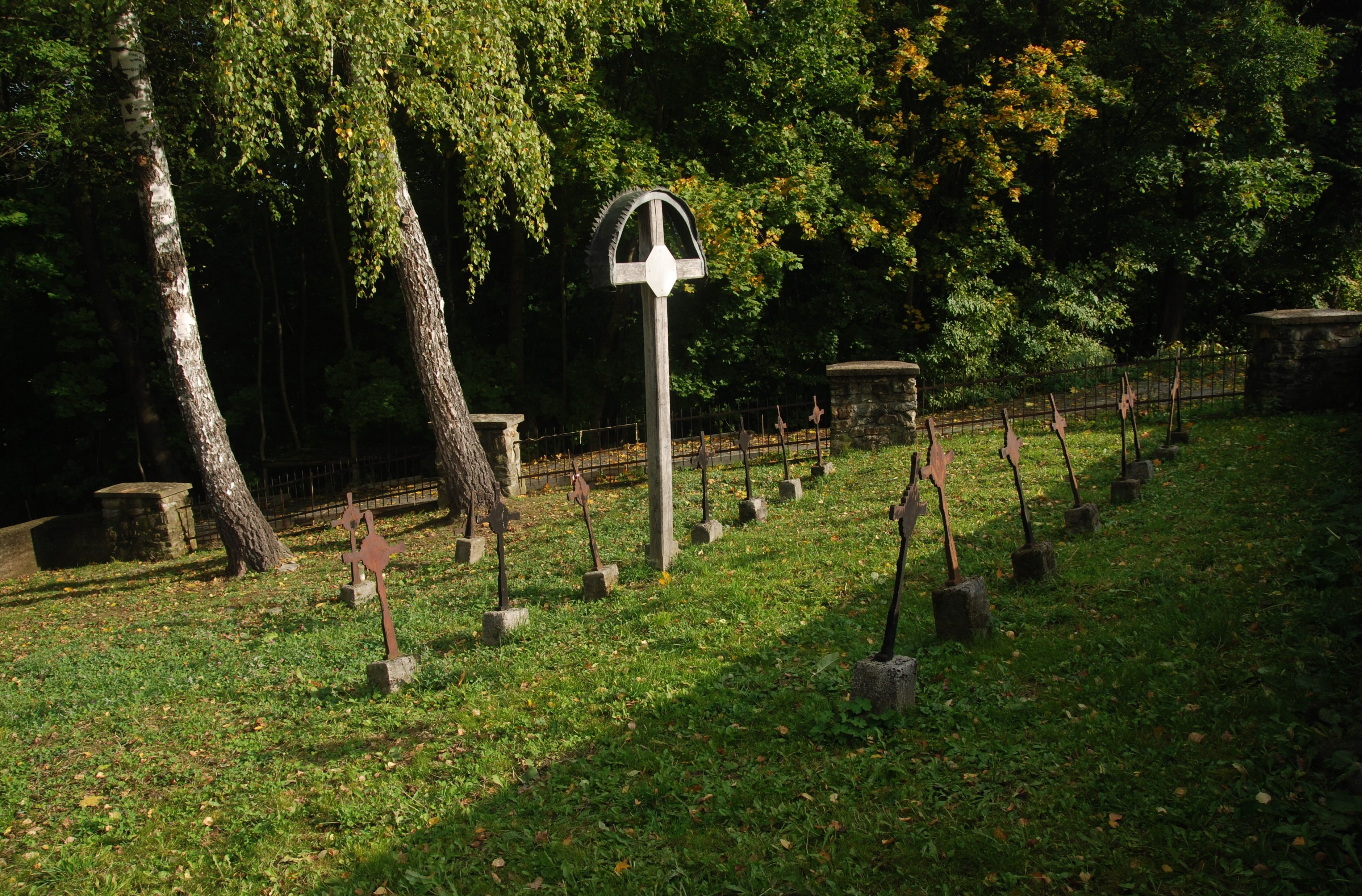
Widok ogólny
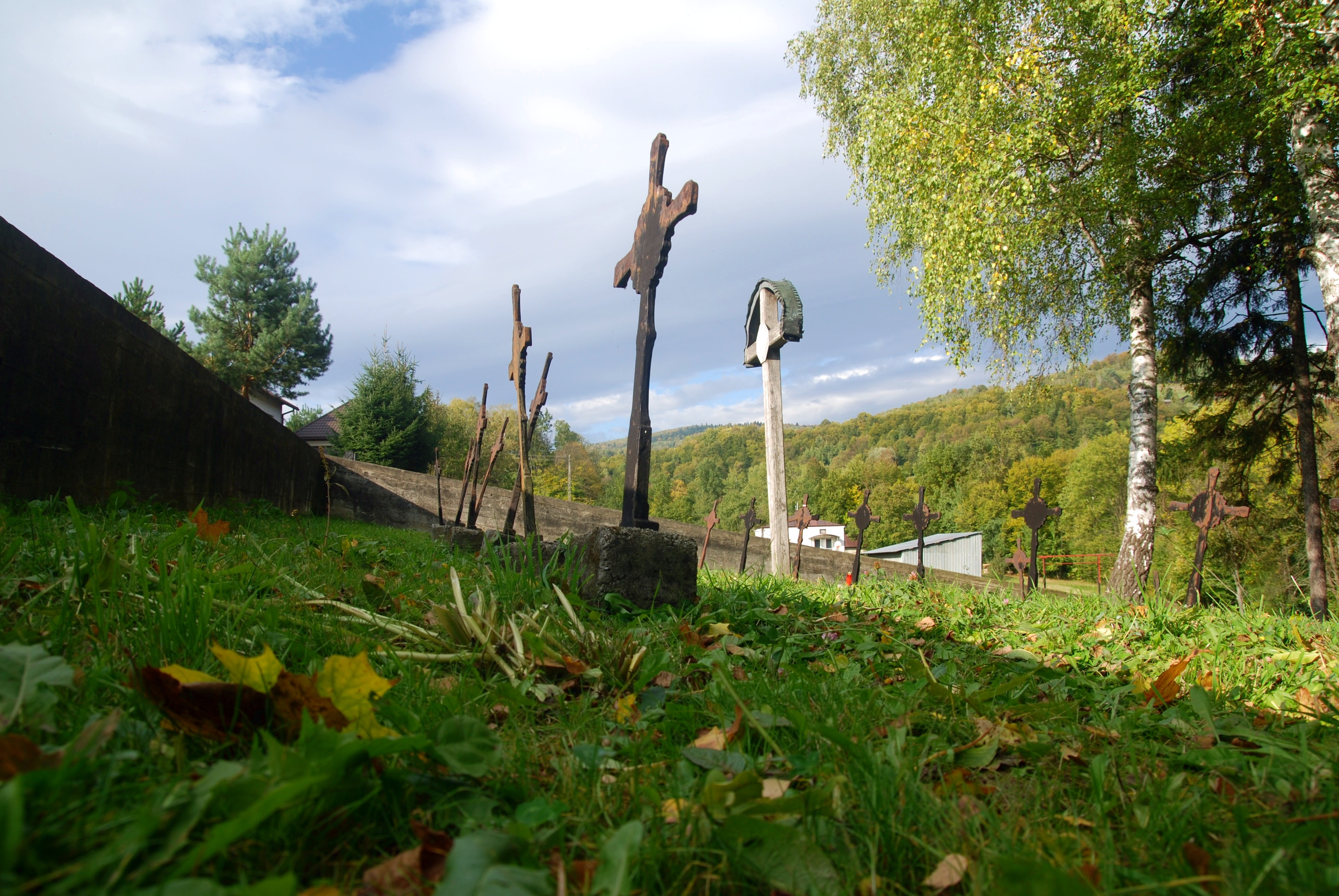
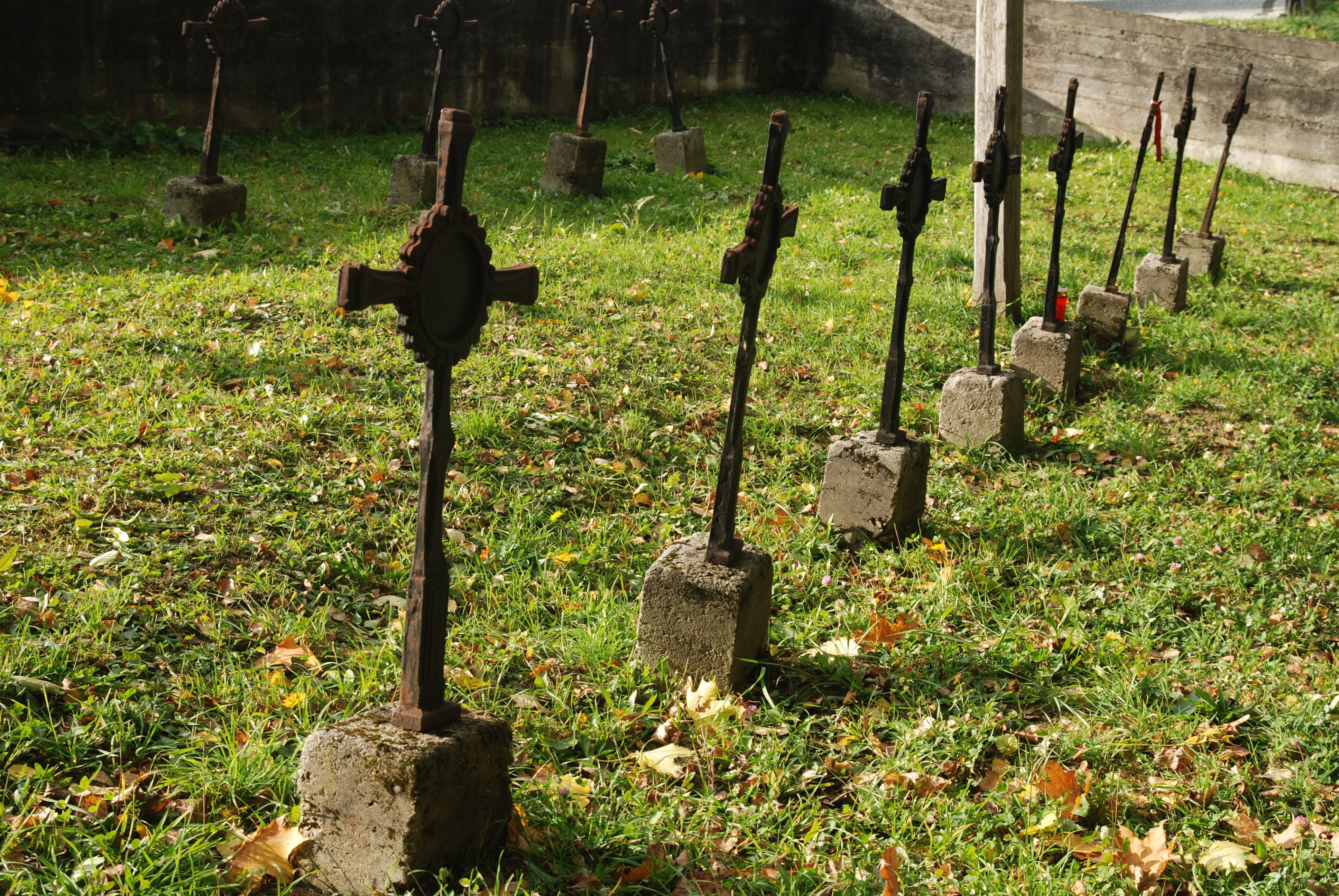
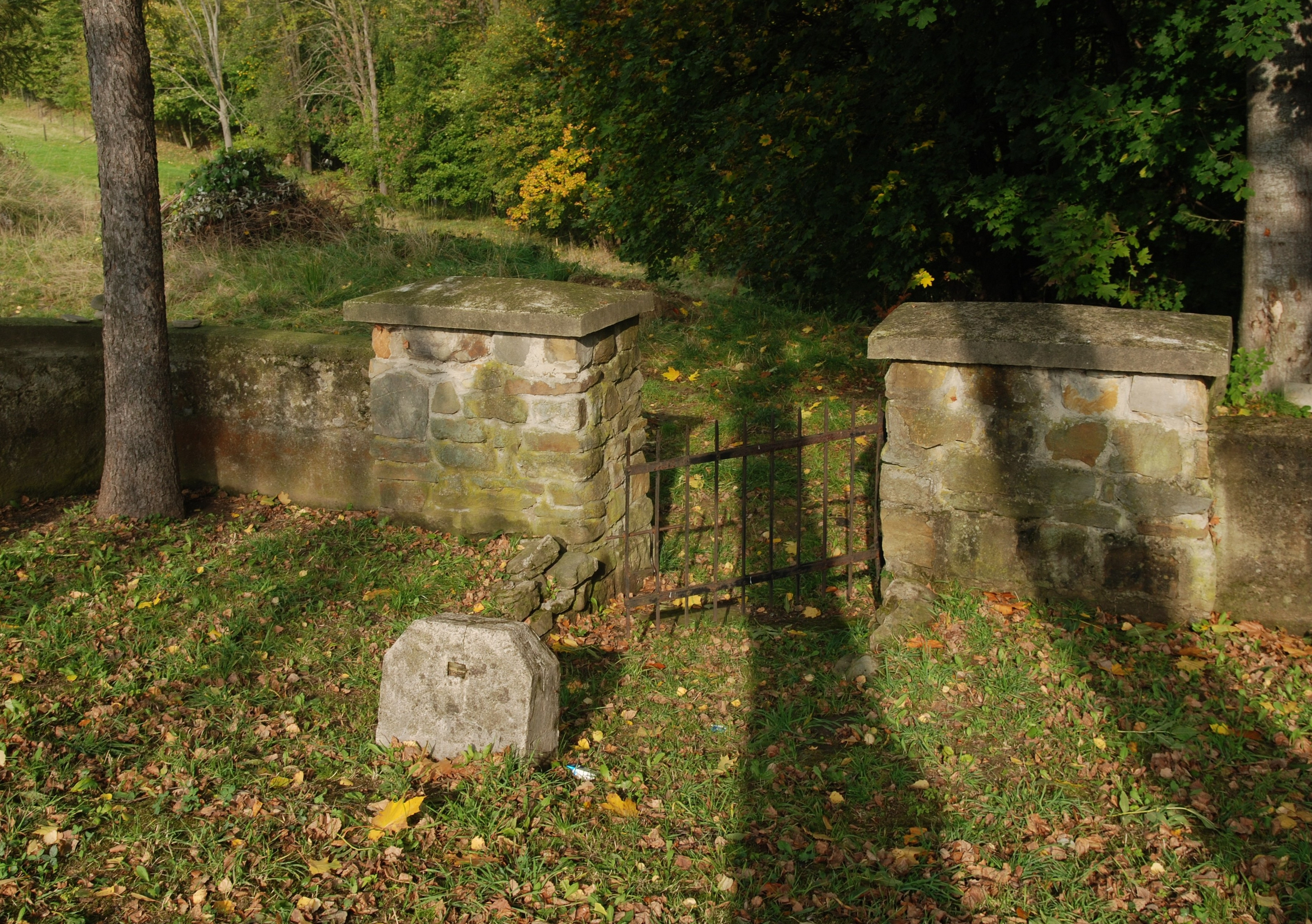
Brama wejściowa
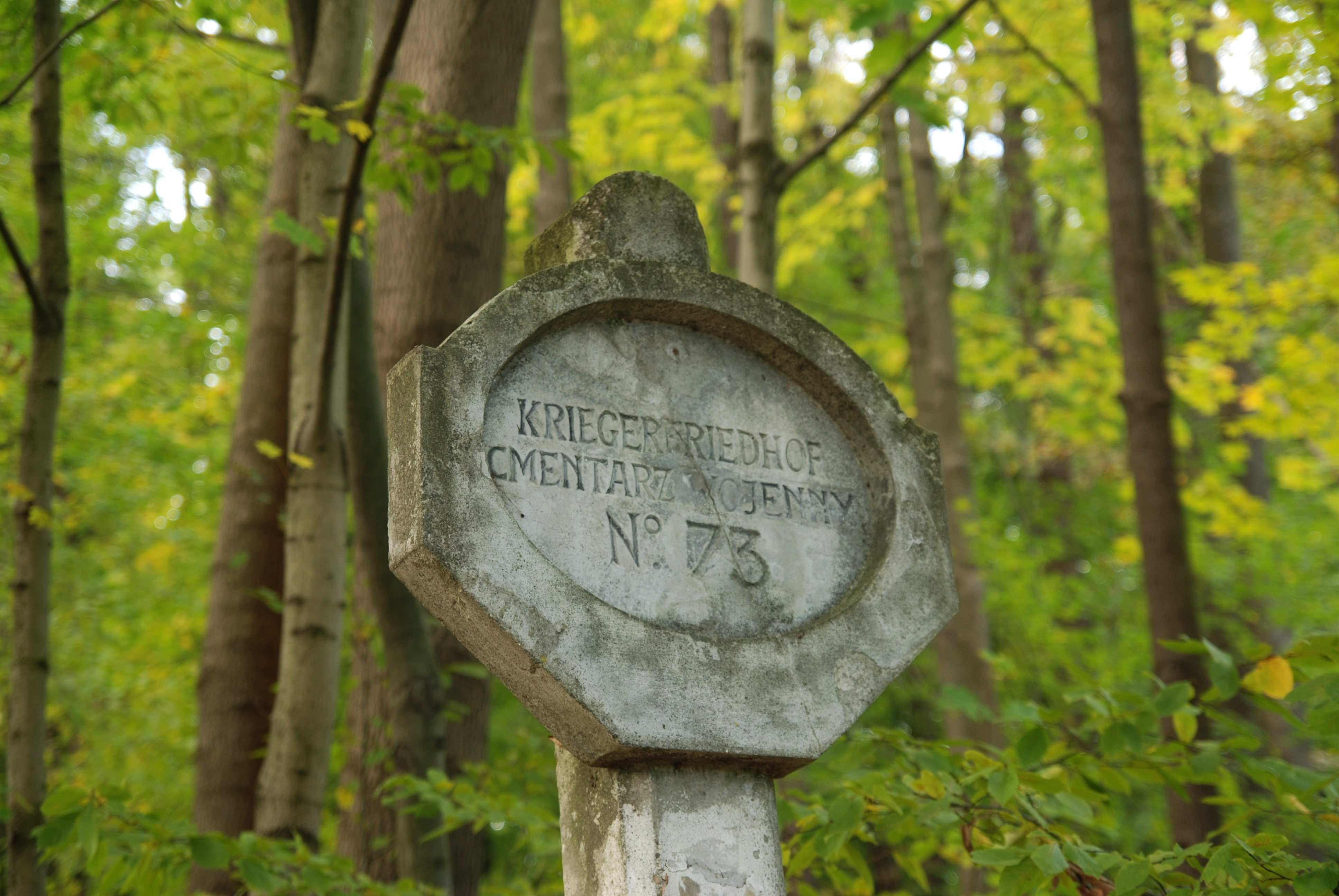
Tablica informacyjna
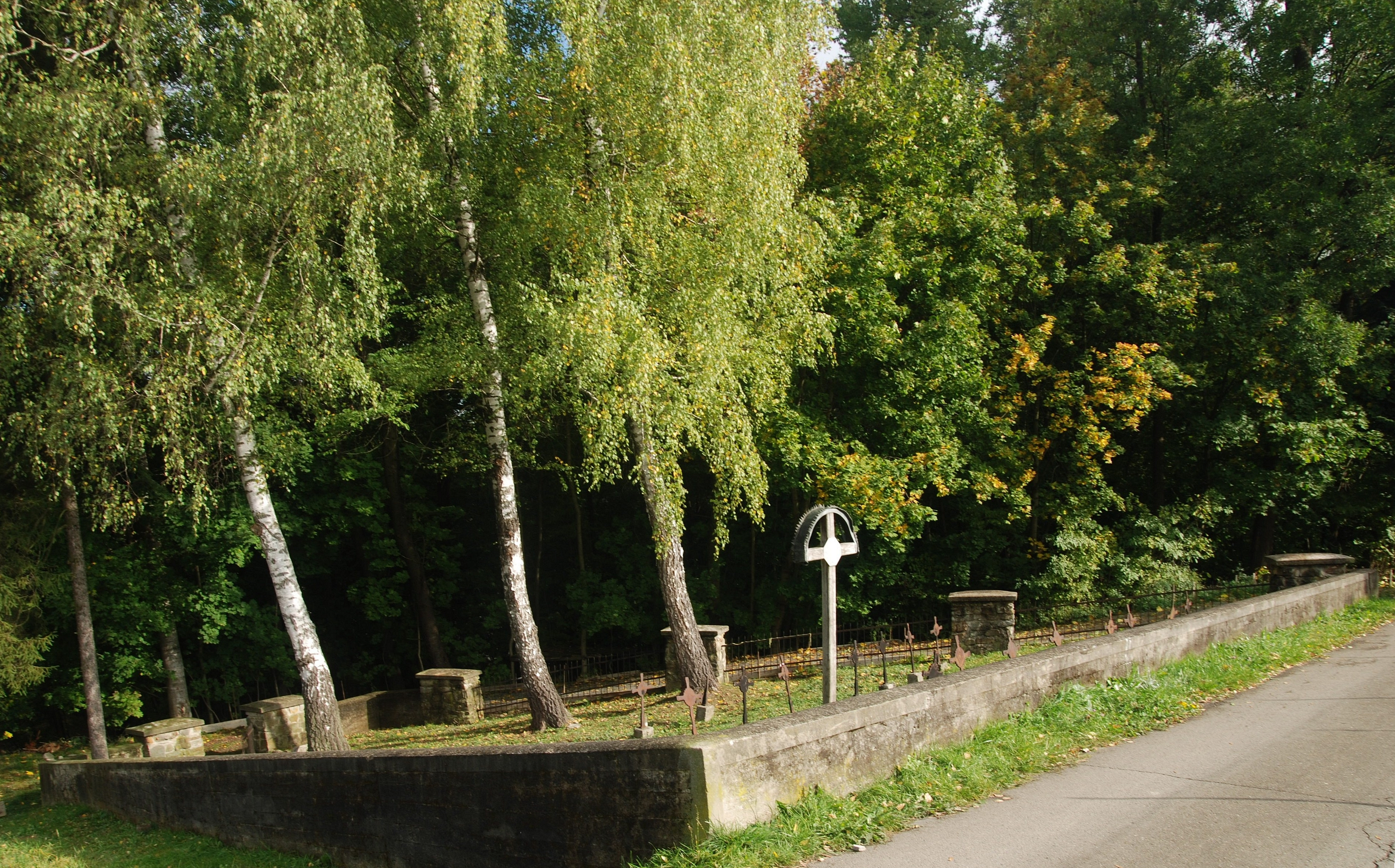
Widok ogólny